# ريتشارد ماستراتشيو
ريتشارد ماستراتشيو (بالإنجليزية: Richard Mastracchio)‏ (و. 1960 – م) هو رائد فضاء، ومهندس من الولايات المتحدة الأمريكية . ولد في واتربوري.

## ريادة الفضاء
شارك في المهمات الفضائية:
- STS-106
- STS-131
- STS-118
- البعثة 38
- البعثة 39
- Soyuz TMA-11M.

## التعليم
تعلم في Rensselaer Polytechnic Institute